# Ethemon weiseri
Ethemon weiseri är en skalbaggsart som beskrevs av Bruch 1926. Ethemon weiseri ingår i släktet Ethemon och familjen långhorningar. Inga underarter finns listade i Catalogue of Life.